# Susana Feitor
Susana Feitor, née le 28 janvier 1975 à Alcobertas, est une athlète portugaise spécialiste de la marche.
À Daegu, elle participe pour la 11e fois consécutive à des championnats du monde, un record absolu, toutes spécialités confondues.

## Carrière
Troisième lors des Championnats d'Europe de 1998 sur 10 km marche, elle avait déjà terminé à cette place lors la Coupe d'Europe 1996 et lors des Championnats d'Europe espoirs 1997 à Turku. Sur 5 000 m marche, elle a remporté les Championnats d'Europe en salle 2003 (et la médaille d'argent en 1991). Médaille d'argent sur 5 000 m, également, lors des 5es Championnats du monde junior à Lisbonne en 1994 après avoir remporté ceux de Plovdiv en 1990. Elle participe à tous les Championnats du monde depuis ceux de Tokyo en 1991 (17e), Stuttgart en 1993 (11e), Göteborg en 1995 (17e), Athènes en 1997 (11e) sur 10 km marche, puis sur la distance double à ceux de 1999 à Séville (4e), Paris Saint-Denis en 2003 (9e), Helsinki en 2005 (sa première médaille de bronze aux mondiaux), en 2007 à Osaka (5e), en 2009 à Berlin (10e) et enfin à Daegu (6e). Aux Jeux olympiques, elle termine 13e à Atlanta en 1996 sur 10 km, 14e à Sydney en 2000 et 20e à Athènes en 2004. Son meilleur résultat en Coupe du monde est une 9e place à Mézidon en 1999 tandis qu'elle a terminé 5e de la Coupe d'Europe de marche de Tchéboksary en 2003.

## Palmarès

### Championnats du monde d'athlétisme
- Championnats du monde d'athlétisme de 2005 à Helsinki ( Finlande)
  -  Médaille de bronze du 20 km marche avec un temps de 1 h 28 min 44 s
- Championnats du monde d'athlétisme de 2007 à Osaka ( Japon)
  - 5e sur 20 km avec un temps de 1 h 32 min 1 s
- Championnats du monde d'athlétisme de 2011 à Daegu ( Corée du Sud)
  - 5e sur 20 km avec un temps de 1 h 31 min 26 s